# Wilhelm Olbrich (Verleger)
Wilhelm Olbrich (* 24. Mai 1894 in München; † 16. April 1974 in Bad Kissingen) war ein deutscher Verleger und Buchwissenschaftler.

## Leben
Wilhelm Olbrich wurde am 24. Mai 1894 in München geboren. An der Ludwig-Maximilians-Universität München (LMU) begann er ein Studium der Philosophie, Germanistik, Romanistik und Geschichte, das durch seine Teilnahme am Ersten Weltkrieg unterbrochen wurde. Olbrich diente als Unteroffizier im 10. Königlich Bayerischen Feldartillerie-Regiment und wurde mit dem Eisernen Kreuz II. Klasse ausgezeichnet. Nach dem Krieg nahm er sein Studium an der LMU wieder auf und promovierte im Jahre 1921 mit der Dissertation Die Aufnahme Gottfried Kellers in Deutschland. Noch im selben Jahr trat Olbrich in den in Leipzig ansässigen Verlag von Karl Wilhelm Hiersemann ein, dessen Leitung er 1925 übernahm.
Im Jahre 1932 veröffentlichte Olbrich eine Einführung in die Verlagskunde, der zwei weitere ergänzte Auflagen folgten und zusammen mit Joachim Kirchner und  Karl Löffler gab er in den Jahren 1935 bis 1937 das dreibändige Lexikon des gesamten Buchwesens heraus.
Nach dem Zweiten Weltkrieg und der Enteignung und Liquidation des Leipziger Verlages baute Olbrich in Stuttgart seit 1949 den Anton Hiersemann Verlag neu auf. Im Jahre 1950 begründete er die Serie Der Romanführer.
Wilhelm Olbrich starb am 16. April 1974 in Bad Kissingen.

## Publikationen
- Die Aufnahme Gottfried Kellers in Deutschland, Dissertation, München, 1922.
- Einführung in die Verlagskunde, 1932. 2. Auflage. 1943; zuletzt: 3. Auflage, Hiersemann, Stuttgart 1955.
- 100 Jahre Hiersemann (1884–1984), postum, Hiersemann, Stuttgart, 1984. Nachwort von Gerd Hiersemann.

### Als Herausgeber
- Lexikons des gesamten Buchwesens, 3 Bände, 1935–37. Zus. mit Joachim Kirchner und  Karl Löffler.
- Der Romanführer. Bd. I-II. Der Inhalt der deutschen Romane und Novellen vom Barock bis zum Naturalismus, Stuttgart 1950, 1951.
- Der Romanführer. Bände 3–13 zus. mit Johannes Beer, Hiersemann, 1952–1971.
  - Bände 3–5: Der Inhalt der deutschen Romane und Novellen der Gegenwart.
  - Band 6: Der Inhalt der französischen, italienischen, spanischen und portugiesischen Romane von den Anfängen bis zum Beginn des 20. Jahrhunderts.
  - Band 7: Der Inhalt der englischen, nordamerikanischen, flämischen und holländische Romane bis zum Beginn des 20. Jahrhunderts.
  - Band 8: Der Inhalt der nordischen, slawischen, ungarischen und rumänischen Romane bis zum Beginn des 20. Jahrhunderts.
  - Band 9: Der Inhalt der französischen, italienischen, spanischen und portugiesischen Romane und Novellen der Gegenwart.
  - Band 10: Der Inhalt der englischen, flämischen und holländischen Romane und Novellen der Gegenwart.
  - Band 11: Der Inhalt der nordamerikanischen Romane und Novellen der Gegenwart.
  - Band 12: Der Inhalt der nordischen, russischen, polnischen, tschechischen, ungarischen und südosteuropäischen Romane und Novellen der Gegenwart.
  - Band 13: Inhalt der deutschen Romane und Novellen 1954–1963 nebst Nachträgen zu Band 1–5 und Register deutscher Autoren.